# Черемошное (Житомирская область)
Черемошное (укр. Черемошне) — село на Украине, основано в 1921 году, находится в Житомирском районе Житомирской области.
Код КОАТУУ — 1822080306. Население по переписи 2001 года составляет 469 человек. Почтовый индекс — 10000. Телефонный код — 412. Занимает площадь 0,139 км².

## Адрес местного совета
12411, Житомирская область, Житомирский р-н, с.Берёзовка, ул.Ватутина, 31